# Luna Maya
Luna Maya Sugeng (* 26. August 1983) ist ein indonesisches Model, eine Schauspielerin und Moderatorin österreichisch-javanischer Abstammung. Sie begann ihre Karriere als Werbe- und Laufstegmodel.

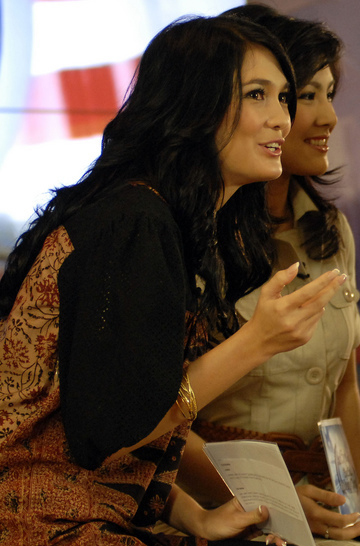
Luna Maya im Jahr 2009

## Leben

### Kindheit
Luna Maya Sugeng, besser bekannt als Luna Maya, wurde am 26. August 1983 auf Bali geboren. Sie wurde als Tochter des Javaners Uut Bambang Sugeng und der Österreicherin Maya Desa (bürgerlich Waltraud Mayer) geboren. Es ist ferner bekannt, dass Luna Maya zwei ältere Brüder namens Ismael Dully und Tipi Jabrik hat.

### Sexskandal
Mitte Juni 2010 war die indonesische Öffentlichkeit schockiert über die Verbreitung eines mehrminütigen pornografischen Videos von Luna, gefolgt von einem zweiten Video, in dem die Schauspielerin Cut Tari Sex mit Ariel, dem Sänger von Peterpan (heute Noah), hatte. Der Telematikexperte Roy Suryo sagte, dass die beiden Sexvideos von derselben Kamera auf einem Mobiltelefon stammten und zwischen 2006 und 2007 aufgenommen wurden.
Die Polizei bezeichnete Ariel, Luna und Cut als Verdächtigte, wobei letztlich nur Ariel wegen der in Indonesien strafbaren Verbreitung pornografischen Videos inhaftiert wurde, weil er es seinen Freunden zeigte, die es kopiert und weiter verbreitet hatten.
Der Verdächtigungsstatus von Luna und Cut blieb bis 2018 bestehen.  Der Richter lehnte beide Anträge ab, als Luna und Cut ein Vorverfahren einreichten, so dass der Verdächtigen-Status bis zu seinem Ablauf gültig blieb.

### Ausbildung
Sie hat an der Langlang Buana University einen Bachelor of Laws erhalten.
Seit 2022 studiert sie am STIE Mahardhika um einen Bachelor of Entrepreneurship zu bekommen.